# Lucie Havlíčková
Lucie Havlíčková (Praga, 13 marzo 2005) è una tennista ceca.

## Carriera
Lucie Havlíčková, ha vinto 2 titoli in singolare e 1 titolo in doppio nel circuito ITF in carriera. Il 30 novembre 2020, si è piazzata in singolare al 774º posto nel ranking WTA, mentre il 4 aprile 2022 ha raggiunto la 549ª posizione nel ranking di doppio.
La Havlíčková fa il suo debutto in un torneo WTA al Prague Open 2021 grazie ad una wildcard in entrambe le categorie. Nel singolare viene eliminata al primo turno dalla lucky loser Anastasija Gasanova in tre parziali; nel doppio, viene eliminata all'esordio insieme alla connazionale Miriam Kolodziejová dalla coppia britannica formata da Naiktha Bains e Samantha Murray.
Lucie ha vinto il Roland Garros 2022 junior, sia in singolo che in doppio..
Il 26 luglio 2025, Lucie raggiunge la sua prima finale WTA della carriera in doppio al Livesport Prague Open, dove fa coppia con la giovane connazionale Laura Samson entrate grazie ad una wildcard, uscendone sconfitte nell'ultimo atto dalla seconda coppia del seeding formata dall'ucraina Nadiia Kičenok e dalla giapponese Makoto Ninomiya con il punteggio di 6-1, 4-6, [7-10].

## Statistiche WTA

### Doppio

#### Sconfitte (1)
| Legenda              |
| -------------------- |
| Grande Slam (0)      |
| Argenti Olimpici (0) |
| WTA Finals (0)       |
| WTA Elite Trophy (0) |
| Dal 2021             |
| WTA 1000 (0)         |
| WTA 500 (0)          |
| WTA 250 (1)          |

| N. | Data           | Torneo             | Superficie | Compagna     | Avversarie in finale           | Punteggio        |
| 1. | 26 luglio 2025 | Prague Open, Praga | Cemento    | Laura Samson | Nadiia Kičenok Makoto Ninomiya | 6-1, 4-6, [7-10] |

## Statistiche ITF

### Singolare

#### Vittorie (2)
| Torneo $100.000 (0) |
| Torneo $80.000 (0)  |
| Torneo $60.000 (1)  |
| Torneo $40.000 (0)  |
| Torneo $25.000 (0)  |
| Torneo $15.000 (1)  |

| N. | Data          | Torneo                           | Superficie  | Avversaria in finale | Punteggio        |
| 1. | 12 marzo 2023 | Empire Women's Indoor, Trnava    | Cemento (i) | Océane Dodin         | 3-6, 7-6(4), 7-5 |
| 2. | 6 luglio 2025 | Open Tennis Valley Cup, Mogyoród | Terra rossa | Katerina Tsygourova  | 6-2, 7-5         |

#### Sconfitte (4)
| Torneo $100.000 (0) |
| Torneo $80.000 (0)  |
| Torneo $60.000 (1)  |
| Torneo $40.000 (0)  |
| Torneo $25.000 (3)  |
| Torneo $15.000 (0)  |

| N. | Data            | Torneo                           | Superficie  | Avversaria in finale | Punteggio        |
| 1. | 30 ottobre 2022 | Empire Women's Indoor, Trnava    | Cemento (i) | Vera Lapko           | 6-4, 6(1)-7, 2-6 |
| 2. | 27 maggio 2023  | Città di Grado Tennis Cup, Grado | Terra rossa | Julija Hatoŭka       | 6-2, 3-6, 1-6    |
| 3. | 14 aprile 2024  | ForteVillage ITF Trophy, Pula    | Terra rossa | Anastasija Soboleva  | 5-7, 3-6         |
| 4. | 21 aprile 2024  | ForteVillage ITF Trophy, Pula    | Terra rossa | Ayla Aksu            | w/o              |

### Doppio

#### Vittorie (1)
| Torneo $100.000 (0) |
| Torneo $80.000 (0)  |
| Torneo $60.000 (0)  |
| Torneo $40.000 (1)  |
| Torneo $25.000 (0)  |
| Torneo $15.000 (0)  |

| N. | Data            | Torneo                | Superficie  | Compagna         | Avversarie in finale       | Punteggio         |
| 1. | 14 gennaio 2023 | Tallink Open, Tallinn | Cemento (i) | Dominika Šalková | Deborah Chiesa Lisa Pigato | 7-5, 4-6, [13-11] |

#### Sconfitte (3)
| Torneo $100.000 (0) |
| Torneo $80.000 (0)  |
| Torneo $60.000 (0)  |
| Torneo $40.000 (0)  |
| Torneo $25.000 (2)  |
| Torneo $15.000 (1)  |

| N. | Data            | Torneo                                      | Superficie    | Compagna            | Avversarie in finale                 | Punteggio |
| 1. | 10 aprile 2021  | Antalya Series, Adalia                      | Terra rossa   | Miriam Kolodziejová | Lee So-ra Misaki Matsuda             | 2–6, 3-6  |
| 2. | 4 dicembre 2021 | Jablonec nad Nisou Open, Jablonec nad Nisou | Sintetico (i) | Linda Klimovičová   | Maja Chwalińska Katherine Sebov      | 5-7, 4-6  |
| 3. | 30 marzo 2024   | ForteVillage ITF Trophy, Pula               | Terra rossa   | Lola Radivojević    | Sapfo Sakellaridi Aurora Zantedeschi | 4-6, 2-6  |

## Grand Slam Junior

### Singolare

#### Vittorie (1)
| Tornei del Grande Slam  |
| ----------------------- |
| Australian Open (0)     |
| Open di Francia (1)     |
| Torneo di Wimbledon (0) |
| US Open (0)             |

| N. | Data          | Torneo                  | Superficie  | Avversaria in finale | Punteggio |
| 1. | 4 giugno 2022 | Open di Francia, Parigi | Terra rossa | Solana Sierra        | 6-3, 6-3  |

#### Sconfitte (1)
| Tornei del Grande Slam  |
| ----------------------- |
| Australian Open (0)     |
| Open di Francia (0)     |
| Torneo di Wimbledon (0) |
| US Open (1)             |

| N. | Data              | Torneo            | Superficie | Avversaria in finale | Punteggio |
| 1. | 10 settembre 2022 | US Open, New York | Cemento    | Alex Eala            | 2-6, 4-6  |

### Doppio

#### Vittorie (2)
| Tornei del Grande Slam  |
| ----------------------- |
| Australian Open (0)     |
| Open di Francia (1)     |
| Torneo di Wimbledon (0) |
| US Open (1)             |

| N. | Data              | Torneo                  | Superficie  | Compagna      | Avversarie in finale          | Punteggio |
| 1. | 4 giugno 2022     | Open di Francia, Parigi | Terra rossa | Sára Bejlek   | Nikola Bartůňková Céline Naef | 6-3, 6-3  |
| 2. | 10 settembre 2022 | US Open, New York       | Cemento     | Diana Šnaider | Carolina Kuhl Ella Seidel     | 6-3, 6-2  |